# Marianna Economou
Pour les articles homonymes, voir Economou.
Marianna Economou (née en 1962 à Athènes) est une productrice indépendante et documentariste grecque.

## Biographie
Marianna Economou étudie l'anthropologie et le photojournalisme. Elle travaille quelques années en tant que photographe en Grèce et en Angleterre. Depuis 1989, elle réalise et produit directement ses films. En 2005, elle fonde avec Amalia Zepos et Valerie Kontakos Doc3 Productions.
The Longest Run suit le séjour en prison et le procès de deux amis Jasim et Alsaleh. Ils viennent de Syrie et d'Irak. Ils sont mineurs. Ils sont accusés de trafic illicite de migrants. 
When Tomatoes Met Wagner est un documentaire sur une ferme en agriculture biologique en Thessalonique. Cette ferme produit des tomates et du miel biologique. Elle est installée dans un village que les jeunes ont déserté. La ferme est tenue par Christos et Aleco et les femmes du village. 

## Filmographie
Comme réalisatrice
- 2001 : The School, 58’
- 2003 : Faith is Rock, 58’
- 2006 : My Place in the Dance, 52’
- 2008 : Please Listen to Me, 52 min
- 2008 : Bells, Threads & Miracles, 72 min
- 2009 : Twelve Neighbors, 52 min
- 2013 : Food for Love, 52 min
- 2015 : The Longest Run,  74 min
- 2019 : Quand les tomates rencontrent Wagner, 73 min

## Prix et distinctions
- Prix FIPRESCI du Festival international du film de Thessalonique 2019 pour When Tomatoes Met Wagner